# Rhyacodrilis minutus
Rhyacodrilis minutus är en ringmaskart. Rhyacodrilis minutus ingår i släktet Rhyacodrilis och familjen glattmaskar. Inga underarter finns listade i Catalogue of Life.